# SK Gaming
SK-Gaming, tidigare Schroet Kommando, är en E-sportorganisation som inriktar sig på att anställa professionella datorspelare i olika spel. Organisationen är baserad i Tyskland och bildades 1997. Sedan 2003 är Alexander Müller VD för organisationen. Organisationen har lag i många olika spel såsom: League of Legends, FIFA, Clash Royale och Brawl Stars.

## Historia
SK, Schroet Kommando bildades 1997, som en Quake-klan, av fyra bröder och tre vänner: Ralf "Griff" Reichert, Daniel "Godlike" Beames, Tim "Burke" Reichert, Benjamin "Kane" Reichert, Kristof "Speed" Salwiczek, Carsten "Storch" Kramer och Sven "Ramses" Tümmers. Klanen utvecklades senare till multi-gamingklan med flera lag inom olika spel.
Organisationen fick ett genombrott inom Counter-Strike när de signerade flera spelare från Ninjas in Pyjamas, bland annat Emil Christensen, Tommy Ingemarsson och Michael Korduner. Divisionen kom att kallas SK Sweden.
I januari 2017 tillkännagav SK Gaming att VISA skulle sponsra organisationen.

## Counter-Strike: Global Offensive

### Svenska SK Gaming 2013–2014
SK-Gaming hade inga planer på att driva ett lag i Counter-Strike: Global Offensive. Under 2013 tog SK-Gaming in fem svenska spelare: Marcus "Delpan" Larsson som tidigare spelat för SK-Gaming för spelet Counter-Strike 1.6, Simon "twist" Eliasson, Faruk "pita" Pita, Jerry "xelos" Råberg och Jacob "pyth" Mourujärvi. De spelade i många turneringar men lyckades inte få något bra resultat. Laget byggdes om från grunden i mitten av 2014 med nya spelare.
SK Gaming plockade upp Mikail "eksem" Bill (numera känd som Maikelele), Joel "emilio" Mako, Alexander "SKYTTEN" Carlsson, Fredrik "roque" Honak och Marcus "Delpan" Larsson. Laget bestod i lite mer än en månad innan alla spelarna lämnade.

### Danska SK Gaming 2015–2016
SK Gaming plockade upp fyra danska spelare och en svensk spelare som kom att utgöra en majoritet danskt Counter-Strike: Global Offensive-lag. Asger "AcilioN" Larsen, Michael "Friis" Jørgensen, Emil "Magiskb0Y" Reif, Jacob "Pimp" Winneche och Andreas "MODDII" Fridh kom att spela för SK Gaming fram till slutet av juni 2016. Under denna period plockade SK Gaming upp flera danska spelare som lämnade laget efter några månader. Laget lyckades inte vinna några turneringar och SK Gaming valde därför att inte förnya kontrakt med några spelare.

### Brasilianska SK Gaming 2016–2018
SK Gaming plockade upp fem brasilianska CS:GO spelare som kom att bli en av världens bästa CS:GO lag. Gabriel "FalleN" Toledo, Fernando "fer" Alvarenga, Marcelo "coldzera" David, Lincoln "fnx" Lau och Epitácio "TACO" de Melo.
Bara drygt en månad efter SK Gaming plockade upp dessa fem spelarna, deltog laget i ESL One: Cologne 2016, som var en Valve-sponsrad major. De gick vidare och vann turneringen.
SK Gaming spelade i flera stora turneringar och placerade sig på andra och tredje plats på nästan varenda turnering.
SK Gaming deltog i CS Summit säsong 1 som de vann. De vann även IEM Season XII - Sydney. Efter några månader utan vinster kom ESL One: Cologne 2017 som de vann. Nästa stora turnering, EPICENTER 2017, placerade de sig på förstaplats. Vid nästa turnering BLAST Pro Series Copenhagen 2017 hamnade de även då på en första plats och de vann även nästa turnering ESL Pro League Season 6.
I mitten av 2018 spelade SK Gaming två turneringar som de båda vann, Adrenaline Cyber League och Moche XL Esports. Kort därefter i slutet av juni 2018 lämnade alla spelarna för att starta en egen organisation.
Under senare tid har SK Gaming valt att inte skaffa ett nytt CS:GO lag.

## League of Legends

### Starten
SK Gaming satte sin fot i League of Legends i september 2010 när de plockade upp ett mixlag bestående av fem spelare. Laget kom att representera SK Gaming i bland annat ESL Major Series och på WCG Finals i Los Angeles, Kalifornien, USA.

### Säsong 1
SK Gaming plockade upp sitt League of Legends lag i september 2010. Laget hamnade på en andraplats i World Cyber Games 2010. Ett par månader senare i december 2010 meddelade SK Gaming att de hade expanderat sin League of Legends division med 6 nya spelare.

### Säsong 2
I starten av 2012 skedde stora förändringar av SK Gamings LoL-division. Flertal spelare lämnade organisationen för andra organisationer. SK Gaming kom att plocka upp nya spelare för att ha ett helt lag till IEM Kiev.
Tio dagar efter SK Gaming plockade upp sina nya spelare, placerade de på fjärde plats vid IEM Season VI - Kiev.
SK Gamings solo-midspelare Ocelote bytte roll med solo-top-spelaren kev1n den 20 maj 2012.Tre veckor senare återställde de rollerna och kev1n skulle istället börja spela AD carry medan Candy Panda skulle spela Top-lane. Efter en månad valde Candy Panda att lämna laget tillsammans med Dedrayon. SK Gaming plockade upp YoungBuck. Elva dagar senare lämnade YoungBuck och Svenskeren laget, kev1n återvände till top-lane.
SK Gaming plockade upp Araneae som skulle fylla jungel-rollen och YellOwStaR som skulle fylla AD-carry-rollen. Med det nya laget placerade de sig på en tredjeplats i European Challenger Circuit: Poland.

### Säsong 3
Innan säsong tre började, spelades en "pre-season" där flera lag deltog i IEM Season VII - Katowice. Under deras match mot Fnatic lyckades Fnatics solo-midspelare xPeke utföra något som kom att kallas för en "back-door". En back-door betyder att ett lag lämnar sin bas öppen så att motståndarlaget kan ta sig in utan hinder för att vinna matchen. xPeke utförde en back-door mot SK Gaming och detta fenomen kom att kallas för "xPeke'd".
Eftersom SK Gaming placerade sig i top-3 i säsong 2 av League of Legends EU Regionals, blev de automatiskt kvalificerade till tredje säsongen av EU Regionals. I december 2013 mötte de SUPA HOT CREW XD i Spring Promotion Tournament, det var denna turneringen som bestämde om SK Gaming kunde återvända till League Championship Series (LCS). I en "bäst av fem" vann de med 3–2.
Efter mediokra resultat under säsongen meddelade dåvarande lagkaptenen Nyph att han lämnar SK Gaming för Alliance.

### Säsong 4
SK Gaming plockade upp nRated för att fylla support-rollen. Efter några tuffa veckor men stabila resultat, visste de att det nuvarande laget fungerade bra. De kvalificerade sig till League of Legends World Championship Series där de placerades i grupp B tillsammans med tre andra starka lag. SK hamnade på en tredjeplats i sin grupp vilket inte var tillräckligt för att fortsätta vidare.

### Säsong 5
I november 2014 meddelade SK Gaming att deras LoL-division skulle ändras. De plockade upp freddy122, Svenskeren, Fox, FORG1VEN och nRated (Fox och FORG1VEN var nya).
Med denna komposition lyckades SK Gaming placera sig på förstaplats i Spring Split 2015 och de förlorade endast tre matcher under hela turneringen.
FORG1VEN lämnade laget mot sommaren och SK Gaming kämpade i Summer Season 2015, de placerade sig på en niondeplats. Detta betydde att de behövde kvalificera sig till LCS ännu en gång, vilket de misslyckades med att göra. Laget låg sedan på is under flera säsonger.

### Säsongen 2019
2018 ryktades det om att SK Gaming skulle komma tillbaka till EU LCS och den 20 november 2018 meddelade Riot Games att SK Gaming var ett av tio lag som skulle delta i den nya turneringen League of Legends European Championship (LEC).
SK Gaming plockade upp Werlyb, Selfmade, Crownshot, Pirean och Dreams. De slutade på en sjätteplats i LEC Spring Split 2019.
När Summer Split närmade sig bestämde sig SK Gaming för att byta spelare från sitt huvudlag med sitt academy-lag. Detta hade ingen effekt på resultatet i Summer Split, de hamnade på sjunde plats.

### Säsongen 2020
Selfmade, Pirean och Dreams lämnade laget. SK Gaming plockade upp Trick och LIMIT. Deras nuvarande lagkomposition är följande: Jenax, Trick, ZaZee, Crownshot och LIMIT.
SK Gaming var positiva inför Spring Split och första veckan gav positiva resultat. Men veckorna efter gav sämre resultat och de hamnade på en nionde plats i turneringen.

## Spelare
Lista över spelare som SK Gaming har kontrakterat. Rubriker efter spel.

### League of Legends
- Janik "Jenax" Bartels (Top-lane)
- Dirk "ZaZee" Mallner (Solo-mid)
- Kim "Trick" Gang-yun (김강윤) (Jungel)
- Juš "Crownshot" Marušič (Bot-lane)
- Dino "LIMIT" Tot (Support)

### FIFA
- Tim "TheStrxngeR" Katnawatos
- Timo "Praii" Gruneisen
- Michael "Phenomeno" Gherman
- Mirza "Mirza" Jahic

### Brawl Stars
- Magnus "Yde" Nielsen
- Bastiaan "Bayu" Thielsch
- Mustafa "xlmSkYRiiiKZz" Ibrahim
- Achille "Achille" Baiche
- Erik "Joker" Granström
- David "Yoshi" Gómez

### Clash Royale
- Justus "Flobby" von Eitzen
- Morten "Morten" Mehmert
- Samuel "xopxsam" Klotz
- Lucas "BigSpin" Nägeler
- Sergio "SerioRamos:)" Eduardo Ramos
- Javier "Javi14" Gutierrez

## Tidigare Spelare
Lista över spelare som SK Gaming tidigare har kontrakterat. Rubriker efter spel.

### Counter-Strike: Global Offensive
- Gabriel "FalleN" Toledo (IGL/awper)
- Fernando "fer" Alvarenga (2nd Entry)
- Marcelo "coldzera" David (Star player/Support)
- Ricardo "boltz" Prass (Support/Lurker)
- Epitácio "TACO" de Melo (1st Entry)
- João "felps" Vasconcellos (Inaktiv)

### League of Legends
- Adrian "CandyPanda" Pander
- Simon 'fredy122' Payne
- Hampus "Fox" Myhre
- Lewis "NoXiAK" Felix
- Dennis 'Svenskeren' Johnsen

### Quake
- Shane "rapha" Hendrixson

### Call of Duty
- Ellis "Blackk" Strouthos
- Josh "Joshh" Sheppard
- Scott "Mak" Brass
- Tobi "Tobi" Foster

### Pro Evolution Soccer
- Christian "Cristiano811" Sprengel
- Sven "S-Butcher" Wehmeier

### Vainglory
- Martin “MYQ” Marquardt, Huvud Manager SK mobile
- Arthur “MEDIC” Gentil, Manager / team coach
- Sargis “RedWolf” Avdishyan, spelare
- Anis “Cr3am” Djail, spelare
- Luca “RoccoS” Spiga, spelare
- Raphael “Raph29” Kalab, spelare
- Baastian “Bayu” Thielsch, spelare
- Vladimir “WalDeMar” Korolev, spelare
- Kiet “L3oN” Pham, spelare
- Jonathan “jetpacks” Bergius, spelare
- Noah “ADzero” Shizhao Tan, spelare